# 이리에정
이리에정(일본어: 入江町)은 일본 시즈오카현의 중부, 아베군에 속했던 정이다. 현재의 시즈오카시 시미즈구 중심부에 해당한다.

## 역사
- 1889년 4월 1일 - 정촌제 시행에 의해 우도군 이리에정이 성립하였다.
- 1896년 4월 1일 - 군제 시행에 의해 아베군 이리에정이 되었다.
- 1924년 
  - 1월 31일 - 이하라군 이리에정에 편입되었다.
  - 2월 11일 - 시미즈정, 후지미촌, 미호촌과 합병해 시미즈시가 성립하였다.
- 2003년 4월 1일 - 시미즈시, 시즈오카시와 합병해 새로운 시즈오카시가 성립하였다.
- 2005년 4월 1일 - 시즈오카시가 정령지정도시가 되어 몇 개의 구로 나뉘게 되었다.

## 교통

### 철도
- 철도성
  - 도카이도 본선
- 시즈오카 전기철도 (현 시즈오카 철도
  - 시즈오카 시미즈선
  - 시미즈 시내선 (1975년 폐선)

### 도로
- 도카이도

## 참고문헌
『角川日本地名大辞典 22 静岡県』1982年。ISBN 4040012208。